# 近藤信一
近藤 信一（こんどう しんいち、1907年6月11日 - 1990年12月28日）は、日本の政治家、労働運動家。参議院議員（3期、日本社会党）。

## 来歴
愛知県名古屋市生まれ。名古屋市立小碓小学校卒業。戦前から労働運動を続け、1937年（昭和12年）12月、人民戦線事件で検挙される。戦後、愛知県地方労働組合評議会（愛労評）の事務局長に就任。
1947年（昭和22年）4月25日に行われた第23回衆議院議員総選挙に日本社会党公認で立候補するも落選。　
1953年（昭和28年）4月24日に行われた第3回参議院議員通常選挙に社会党左派公認で立候補し、初当選した。 
左派、右派に分裂した社会党は1955年（昭和30年）10月13日に再統一した。1959年（昭和34年）の第5回参議院議員通常選挙愛知県選挙区において、社会党は近藤と内藤駿次の両名に公認を出したが、トヨタ労組は右派系の内藤だけに推薦を出した。近藤は同選挙で再選。内藤は次点で落選した。
1965年（昭和40年）4月25日に行われた名古屋市長選挙に社会党公認で立候補するも落選。同年7月の第7回参議院議員通常選挙で返り咲く。
1971年（昭和46年）6月の第9回参議院議員通常選挙において社会党は元県議の須原昭二ひとりに公認を出した。近藤は無所属で立候補し、落選した。
1977年（昭和52年）秋の叙勲で勲二等旭日重光章受章。1990年（平成2年）12月28日死去、83歳没。死没日をもって正四位に叙される。